# Apristurus laurussonii
Apristurus laurussonii är en hajart som först beskrevs av Saemundsson 1922.  Apristurus laurussonii ingår i släktet Apristurus och familjen rödhajar. IUCN kategoriserar arten globalt som otillräckligt studerad. Inga underarter finns listade i Catalogue of Life.

## Bildgalleri

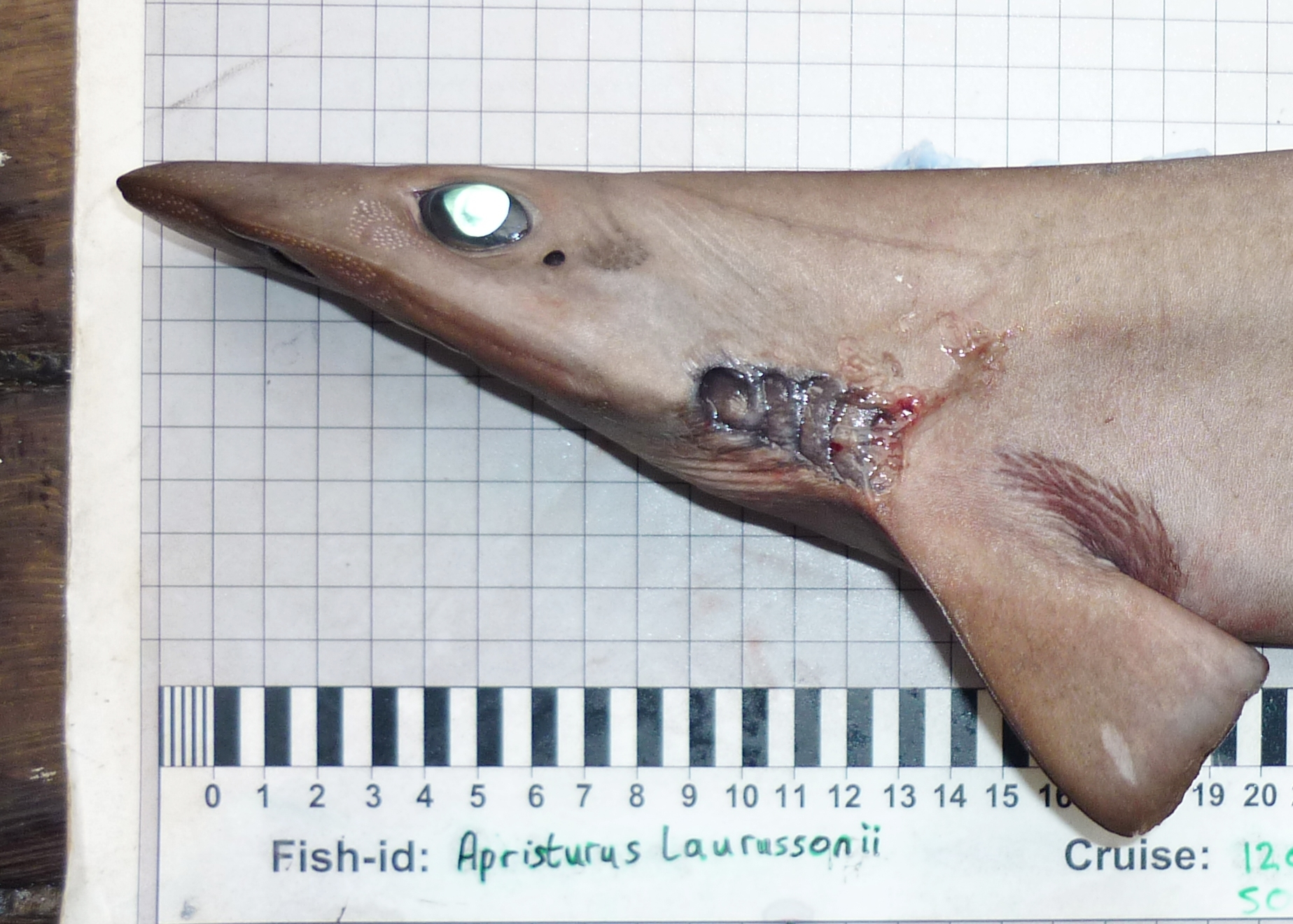
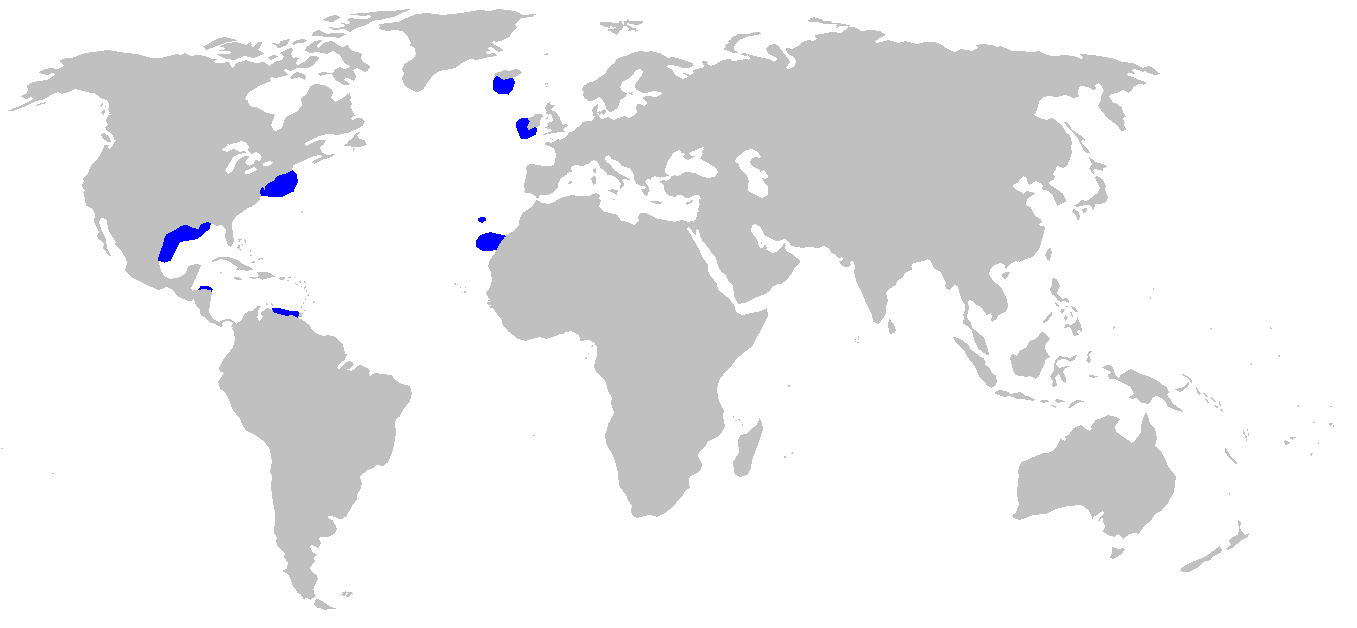
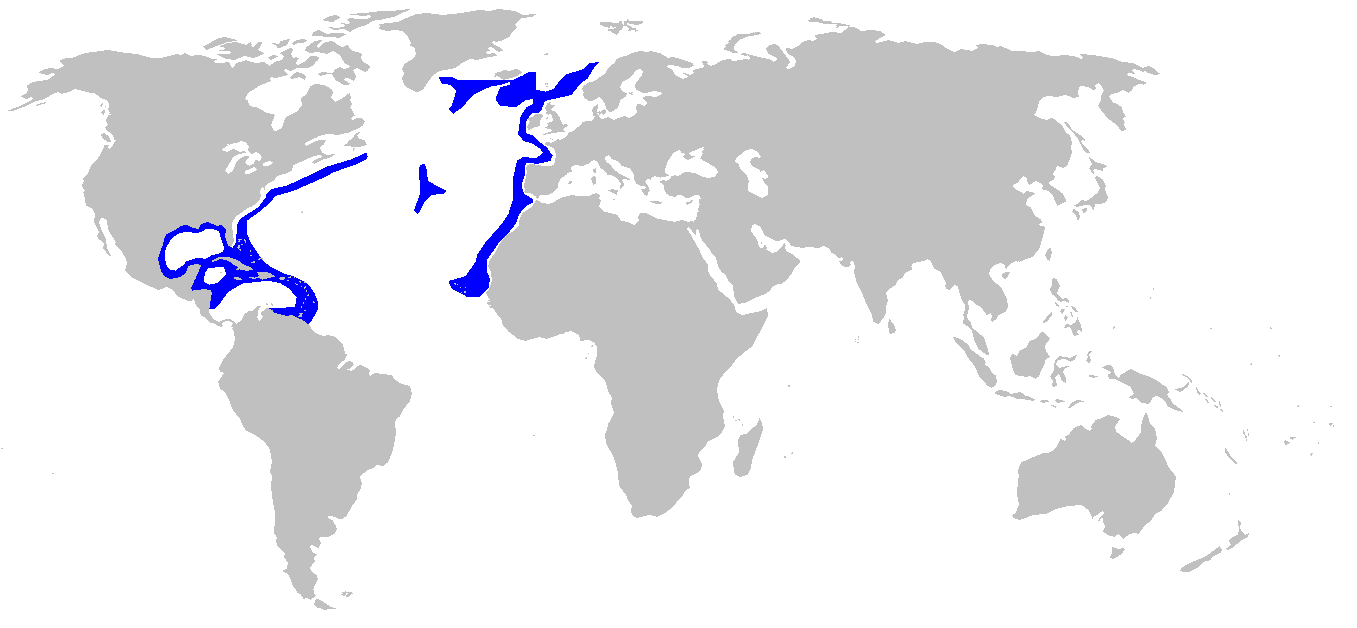